# 김유정신인문학상
김유정신인문학상(金裕貞新人文學賞)은 대한민국 소설가인 김유정의 문학혼을 기리며 역량 있는 신예작가를 발굴하기 위해 제정된 대한민국의 신인 문학상이다. 공모 부문은 시·동화·단편소설이다. 김유정문학촌과 강원도민일보사가 주최하며, 강원도, 강원도교육청, 강원문화재단, 춘천시, 춘천시문화재단이 후원한다. 상금은 시·동화 300만 원, 단편소설 1,000만원이다.

## 공모 부문
- 단편소설: 200자 원고지 80∼100장 내외
- 시: 5편
- 동화: 200자 원고지 30장 내외

## 당선작
- 제16회 2010년: 한숙현 - 크로스컷 보관됨 2023-04-09 - 웨이백 머신(단편소설)
- 제17회 2011년: 홍이레 - 구멍 보관됨 2023-04-09 - 웨이백 머신(단편소설)
- 제18회 2012년
  - 최해수 - 코엑스 시계는 분침이 없다 보관됨 2023-04-09 - 웨이백 머신(단편소설)
  - 강미진 - 하늘이만 아는 비밀 보관됨 2023-04-09 - 웨이백 머신(동화)
  - 서귀옥 - 지렁이를 알아가다 보관됨 2023-04-09 - 웨이백 머신(시)
- 제19회 2013년
  - 김이수 - 위대한 유산 보관됨 2023-04-09 - 웨이백 머신(단편소설)
  - 정유담 - 고양이 탐정 보관됨 2022-03-28 - 웨이백 머신(동화)
  - 이병철 - 유혈목이의 책장 보관됨 2022-03-31 - 웨이백 머신(시)
- 제20회 2014년
  - 최지송 - 온에어 보관됨 2023-04-09 - 웨이백 머신(단편소설)
  - 정보리 - 별빛 보관됨 2023-04-09 - 웨이백 머신(동화)
  - 최윤정 - 닐손의 장어 보관됨 2023-04-09 - 웨이백 머신(시)
- 제21회 2015년
  - 이루다 - 미루나무 등대 보관됨 2023-04-09 - 웨이백 머신(단편소설)
  - 김나은 - 나무피리 보관됨 2023-04-09 - 웨이백 머신(동화)
  - 김상현 - 거품 인생 보관됨 2023-04-09 - 웨이백 머신(시)
- 제22회 2016년
  - 추승현 - 벡터 보관됨 2023-04-09 - 웨이백 머신(단편소설)
  - 김현례 - 께끼 도깨비 보관됨 2023-04-09 - 웨이백 머신(동화)
  - 어향숙 - 고물상의 봄 보관됨 2023-04-09 - 웨이백 머신(시)
- 제23회 2017년
  - 최나하 - 에덴의 음성 보관됨 2023-04-09 - 웨이백 머신(단편소설)
  - 박그루 - 마법 샴푸 보관됨 2023-04-09 - 웨이백 머신(동화)
  - 안광숙 - 감자의 둥지 보관됨 2023-04-09 - 웨이백 머신(시)

## 같이 보기
- 김유정문학상
- 김유정
- 김유정문학촌
- 김유정역